# Земелах
Зе́мелах (идиш זעמעלאך‎) — восточная сладость в виде песочного печенья ромбовидной или квадратной формы, посыпанного сахаром и корицей. Влажность 7 %. Национальное печенье евреев-ашкеназов.
Печенье изготавливалось в СССР промышленным способом. Его название упоминается в ГОСТ Р 50228-92.

## Технология изготовления
Сливочное масло, сахар, яйца, сухое молоко и соду смешивают в однородную массу. Добавляют муку. Тесто раскатывают пластом толщиной 5—6 мм. Смазывают яйцом, посыпают смесью сахара и корицы. Нарезают ромбиками, выкладывают на противень и выпекают при температуре 250—270 °C в течение 10—12 минут.